# Scaphiella williamsi
Espèce
Scaphiella williamsi est une espèce d'araignées aranéomorphes de la famille des Oonopidae.

## Distribution
Cette espèce est endémique du Panama.

## Description
Le mâle décrit par Platnick et Dupérré en 2010 mesure 1,22 mm et la femelle 1,31 mm.

## Étymologie
Cette espèce est nommée en l'honneur d'Eliot Churchill Williams.

## Publication originale
- Gertsch, 1941 : Report on some arachnids from Barro Colorado Island, Canal Zone. American Museum Novitates, no 1146, p. 1-14 (texte intégral).